# Spigelia caaguazuensis
Spigelia caaguazuensis är en tvåhjärtbladig växtart som beskrevs av Kranzl.. Spigelia caaguazuensis ingår i släktet Spigelia och familjen Loganiaceae. Inga underarter finns listade i Catalogue of Life.